# Орден Нигера
Нигерия была объявлена независимой 1 октября 1960 года и в 1964 году стала именоваться Федеративная Республика Нигерия. В республике учреждены два ордена за заслуги — Орден Нигера и Орден Федеративной Республики.
Двумя высшими наградами — Великий Командор Ордена Федеративной Республики и Великий Командор Ордена Нигера — награждаются Президент и Вице-президент Нигерии. Председателям Верховного суда и Сената присуждается по должности Командор Ордена Нигера. Следование за английской манерой исполнения во внешнем виде и структуре ордена очень характерно для Нигерии.
Орден Нигера имеет четыре степени:
- Великий Командор Ордена Нигера
- Командор Ордена Нигера
- Офицер Ордена Нигера
- Член Ордена Нигера

## Ссылка
- Federal Republic of Nigeria: Order of the Niger